# Такеторі моноґатарі

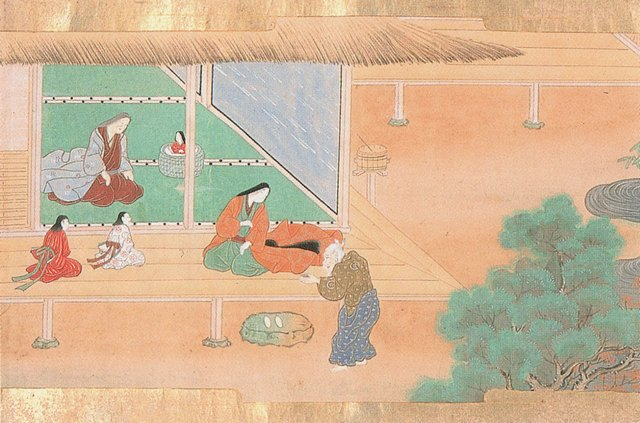
Дід приносить в руках додому немовля з бамбука — панночку Каґуя.

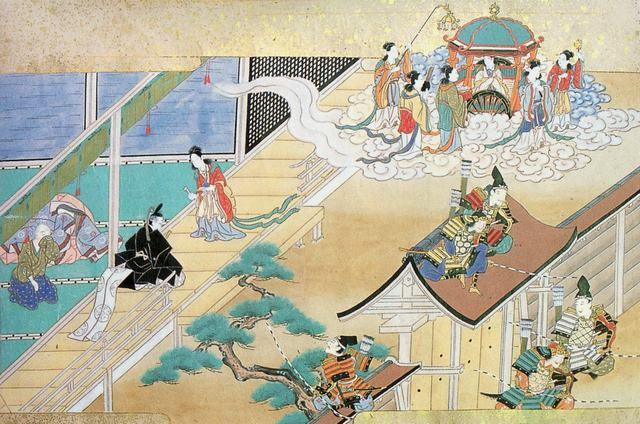
Панночка Каґуя повертається до столичного палацу на Місяці у супроводі місяних слуг і чиновників.

Такеторі моноґатарі (яп. 竹取物語, たけとりものがたり, «Повість про бамбукоруба») — пам'ятка класичної японської літератури, прозовий твір жанру казкового моноґатарі 9 — 10 століття періоду Хей'ан. Складається з 1 сувою. Найстаріша пам'ятка літератури написана японською абеткою — каною.
Твір базується на усних народних переказах стародавньої Японії про чарівну панночку Каґую.

## Короткі відомості
Повість розповідає, як під час роботи один дід-бамбукоруб знайшов маленьку дівчинку на імʼя Каґуя у стовбурі бамбука, приніс її до дому і виховав разом із бабою. Ця дівчина виросла дуже вродливою, так що до неї без перестанку сваталися чоловіки. Однак Каґуя відмовила п'ятьом вельможним аристокрам і навіть самому Імператору. Ображений монарх вислав військо, щоб привести її силою, проте в ніч на 15 число 8 місяця вона встигла полишити домівку діда і баби та повернутися на свою батьківщину — столичний палац на Місяці.
Автор і точний рік укладання «Такеторі моноґатарі» невідомі. Проте у японському літературознавсті ця повість вважається найстарішою моноґатарі.
Мова твору — старояпонська. Текст написаний японською силабічною абеткою каною.
«Такеторі моноґатарі» справила великий вплив на розвиток японської літератури. Вона є обов'язковою до вивчення у японській початковій школі. Адаптовані варіанти повісті видаються як дитяча казка для дошкільнят.

## Цікаві факти
На честь панночки (принцеси) Каґуї названо астероїд, відкритий 30 жовтня 1981 року.